# Хотянівська сільська рада
Хотянівська сільська рада — колишній орган місцевого самоврядування у Вишгородському районі Київської області. Адміністративний центр — село Хотянівка.

## Загальні відомості
Хотянівська сільська рада утворена в 1919 році. Територією ради протікає річка Десна.

## Населені пункти
Сільській раді підпорядковані населені пункти:
- с. Хотянівка
- с. Осещина

## Склад ради
Рада складається з 15 депутатів та голови.

### Керівний склад попередніх скликань
| ПІБ                         | Основні відомості                                                         | Дата обрання | Дата звільнення |
| --------------------------- | ------------------------------------------------------------------------- | ------------ | --------------- |
| Грищенко Володимир Петрович | Сільський голова, 1953 року народження, освіта вища, безпартійний         | 26.03.2006   | 31.10.2010      |
| Грищенко Володимир Петрович | Сільський голова, 1953 року народження, освіта вища, член Партії регіонів | 31.10.2010   |                 |

Примітка: таблиця складена за даними джерела